# Gastó de Foix-Nemours

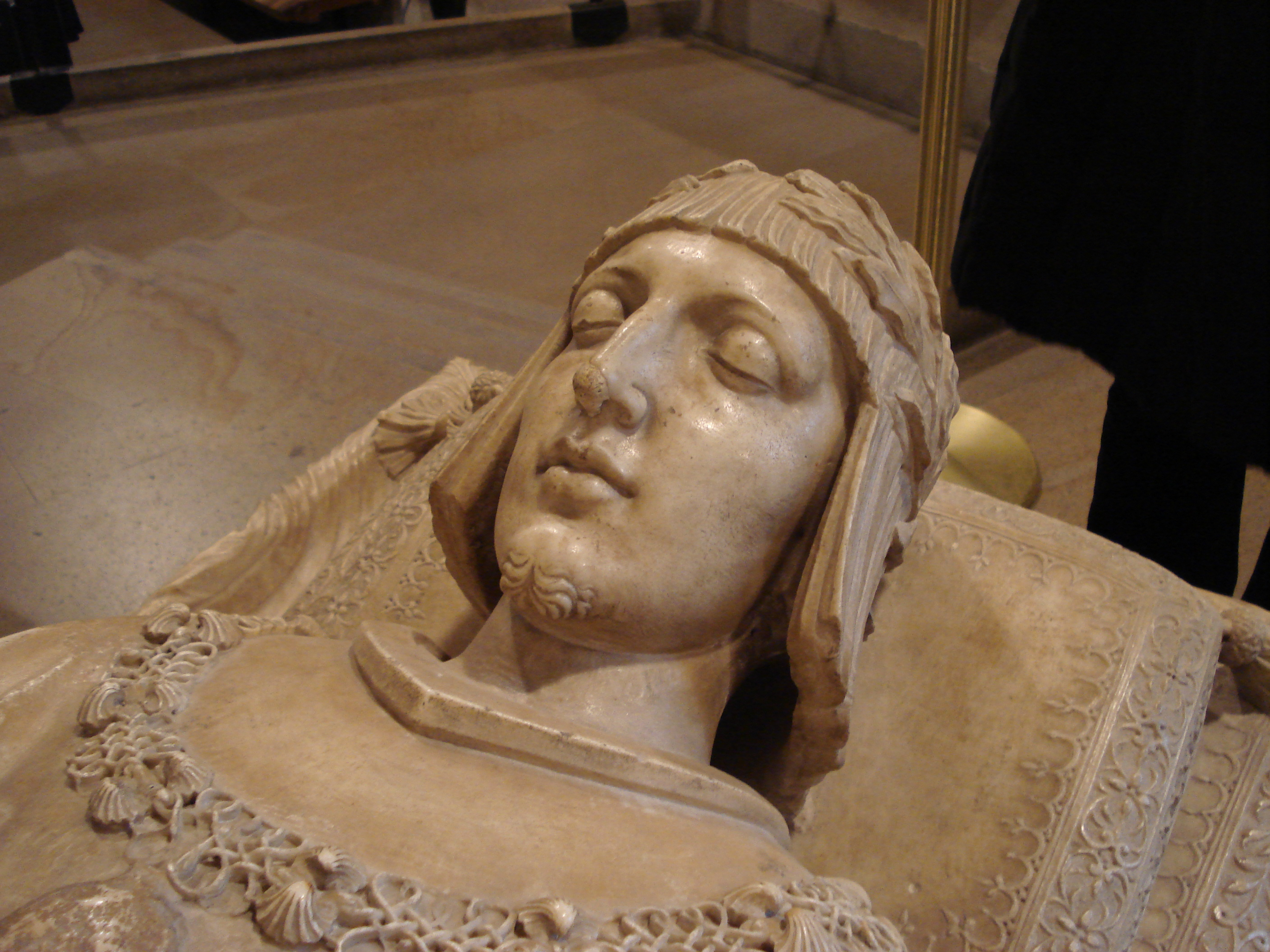
Tomba de Gastó de Foix, castell Sforzesco, Milà

Gastó de Foix-Nemours, també conegut com a Gastó II de Narbona (Maseras, 1489 - Ravenna, 1512), fou un noble i militar francès que va participar en les guerres italianes. Va ser fill de Joan I de Narbona, a la mort del qual en 1500 el va succeir al vescomtat de Narbona. En la seua orfandat va ser educat pel seu oncle Lluís XII de França, qui li va agraciar amb el ducat-pairia de Nemours i el comtat d'Etampes en canvi del vescomtat de Narbona (1505). Fou també un aspirant a la corona del regne de Navarra, i germà de Germana de Foix, segona esposa de Ferran el Catòlic. En 1511-12 va dirigir amb èxit a l'exèrcit francès en Itàlia, entrant en Bolonya i Brescia i derrotant els venecians de la Santa Lliga en Valeggio, i a les forces aragoneses en Ravenna, si bé en aquesta batalla va resultar ferit, morint poc després (1512). La seua mort va afegir una excusa a Ferran II, adduint drets de la seua dona, per a envair el regne de Navarra en 1512 (Conquesta de Navarra). La seua mort a més va acostar al rei de França amb els de Navarra.